# Rym wewnętrzno-zewnętrzny
Rym wewnętrzno-zewnętrzny – rym, w którym jedno słowo znajduje się wewnątrz wersu, a drugie na jego końcu, czyli w klauzuli. Szczególnym przypadkiem rymu wewnętrzno-zewnętrznego jest rym średniówkowo-klauzulowy, występujący między innymi w strofie mickiewiczowskiej. Przykład zastosowania rymów wewnętrzno-zewnętrznych można odnaleźć w wierszu Bolesława Leśmiana Zielony dzban.
Wybiła godzina - wiosna się zaczyna,

Z chaty poprzez kwiaty wybiega dziewczyna,

Dzban zielony, pełen wody,

Niesie zmarłym dla ochłody

W skwar śmiertelnej niepogody,

Co w proch wargi ścina.
Rymy wewnętrzno-zewnętrzne występują w wierszu Edwarda Leara The Owl and the Pussy-Cat.
Pussy said to the Owl, "You elegant fowl!

How charmingly sweet you sing!

O let us be married! too long we have tarried:

But what shall we do for a ring?"

They sailed away, for a year and a day,

To the land where the Bong-Tree grows

And there in a wood a Piggy-wig stood 

With a ring at the end of his nose,

His nose,

His nose,

With a ring at the end of his nose.
Rym wewnętrzno-zewnętrzny był podstawową cechą wyróżniającą leoninu, czyli średniowiecznego rymowanego heksametru daktylicznego.